# Huey Long
Huey Pierce Long, Jr. (30. srpna 1893 Winnfield, Louisiana — 10. září 1935 Baton Rouge) byl americký politik, člen Demokratické strany, guvernér státu Louisiana v letech 1928 až 1932 a senátor v letech 1932 až 1935. Byl známý také pod přezdívkou Kingfish (velká ryba) a proslul jako radikální představitel populismu v době Velké hospodářské krize.

## Život
Pocházel z devíti dětí středně zámožného farmáře. Pracoval jako obchodní cestující, později vystudoval práva na Tulane University a stal se advokátem. Roku 1918 byl jmenován do louisianské státní komise pro veřejné práce, proslul jako velký kritik firmy Standard Oil. Roku 1924 neúspěšně kandidoval na guvernéra, v příštích volbách roku 1928 už zvítězil. Ve své funkci podporoval projekty na odstranění negramotnosti, financoval budování infrastruktury (most Huey P. Long Bridge (Jefferson Parish), otevřený roku 1935, nese jeho jméno), nechal postavit okázalou budovu Kapitolu v Baton Rouge. Byl však také kritizován pro zneužívání moci a zastrašování oponentů, obvinění z korupce vedlo roku 1929 k neúspěšnému pokusu o jeho odvolání, byl znám svým neformálním chováním na veřejnosti a vulgárním slovníkem. Ve volbách prezidenta USA 1932 podporoval Franklina D. Roosevelta, později se s ním však rozešel a označil jeho politiku za příliš vstřícnou k velkému kapitálu a neřešící sociální problémy země. Vydal knihu Every Man a King, v níž přišel s vlastním programem nazvaným Share Our Wealth (Rozdělme se o své bohatství), který požadoval vyšší daně pro bohaté: z takto získaných prostředků se měly financovat veřejné stavby odstraňující nezaměstnanost, plánoval také zavedení zaručeného minimálního příjmu pro všechny občany. Na obvinění z toho, že jeho představy připomínají komunismus, odpovídal, že právě jeho politika je jedinou cestou, jak zachránit Ameriku před komunismem. Oznámil svou kandidaturu na prezidenta v roce 1936, ale 8. září 1935 ho před Kapitolem v Baton Rouge střelil lékař Carl Weiss (šlo o pomstu za Longovu rasistickou urážku na adresu Weissova tchána, soudce Benjamina Pavyho) a o dva dny později Long svým zraněním podlehl.
Před Kapitolem v Baton Rouge stojí Longova socha, pod níž je zároveň pohřben. Jeho bratr Earl Long sloužil jako louisianský guvernér po tři volební období, jeho syn Russell B. Long byl dlouholetým senátorem a předsedou senátního finančního výboru, vzdáleným potomkem je Gerald Long, který je od roku 2008 členem louisianského senátu za republikány.
Robert Penn Warren napsal, inspirován Longovou kariérou, román Všichni jsou zbrojnoši královi, líčící proměnu idealistického politika v demagoga a zkorumpovaného diktátora. Kniha obdržela Pulitzerovu cenu a byla úspěšně zfilmována v letech 1949 a 2006. Ve filmu Kingfish: A Story of Huey P. Long z roku 1995 hrál Longa John Goodman. V roce 1986 vznikl také dokumentární film Huey Long, který natočil Ken Burns.